# Список умерших в 1015 году

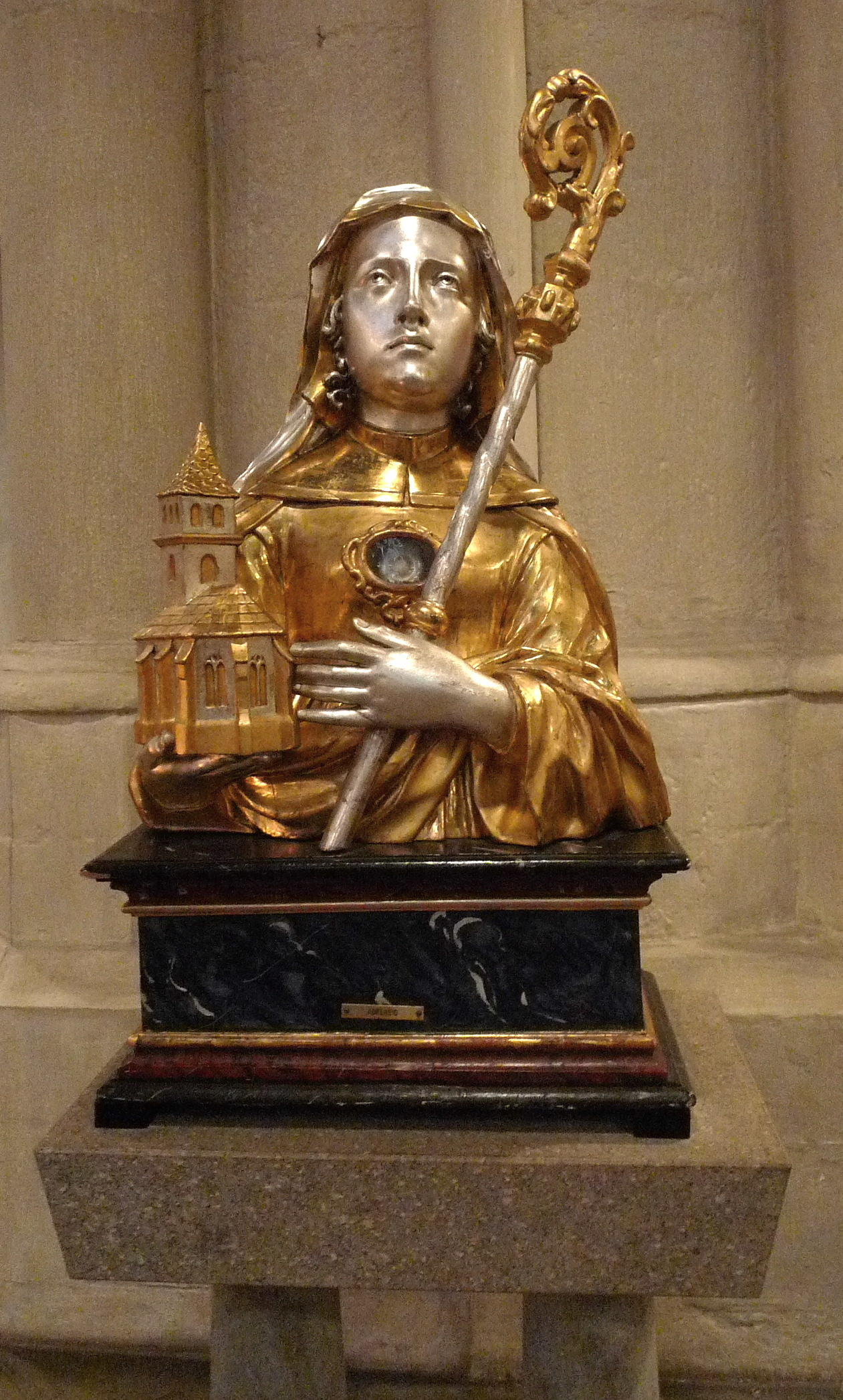
Адельгейда Виличская

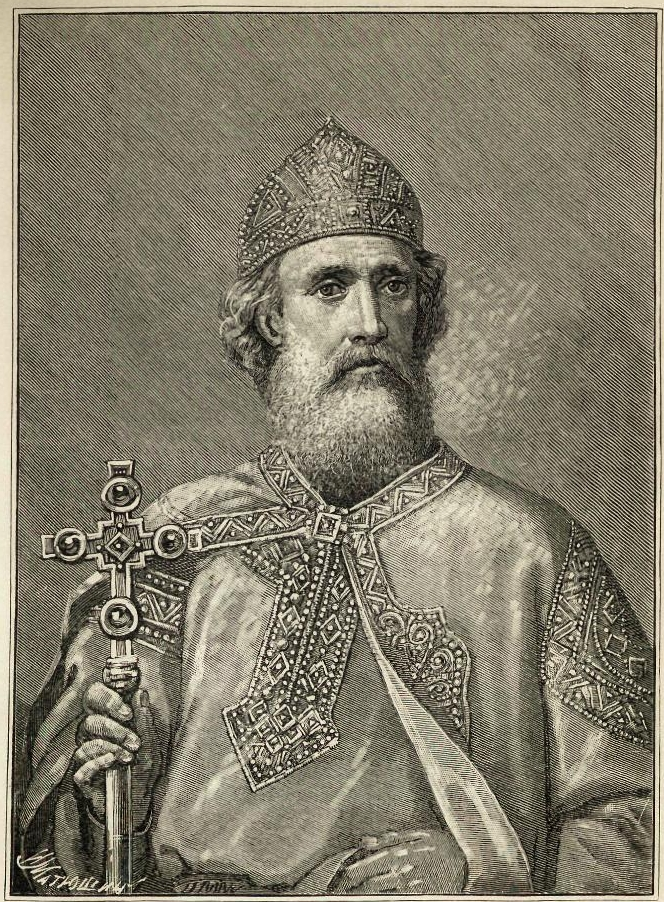
Владимир Святославич

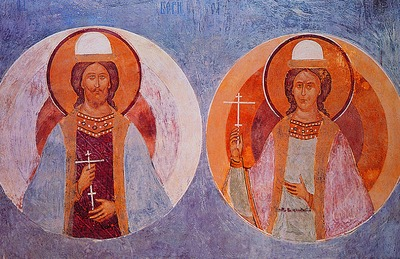
Борис и Глеб

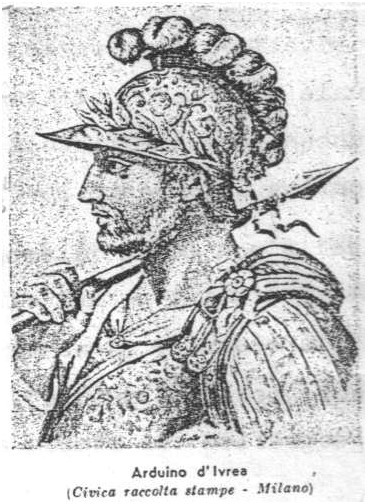
Ардуин

В этой статье представлен список известных людей, умерших в 1015 году.
См. также: Категория:Умершие в 1015 году

## Февраль
- 5 февраля — Адельгейда из Филиха — христианская святая[1].
- 13 февраля — Гильберт Моский[англ.] — епископ Мо (995—1015), христианский святой

## Март
- 30 марта — Понс I[фр.] — епископ Марселя (977—1008)

## Май
- 31 мая — Эрнст I — герцог Швабии (1012—1015)

## Июнь
- 27 июня — Шариф Рази — арабский иракский литератор и историк, выдающийся поэт, составитель одной из главных сакральных книг шиитского ислама «Нахдж аль-балага».

## Июль
- 15 июля — Владимир Святославич — князь новгородский (970—988), великий киевский князь (978—1015)
- 24 (30) июля
  - Борис Владимирович —князь Ростовский (1010—1015), убит, канонизирован Русской православной церковью.
  - Георгий Угрин — слуга князя Бориса Владимировича, убитый вместе с ним, канонизирован Русской православной церковью[2].

## Сентябрь
- 1 сентября — Геро II — маркграф Саксонской Восточной марки (983—1015), погиб в бою
- 9 сентября — Глеб Владимирович — князь муромский (ок. 1013—1015), убит, канонизирован Русской православной церковью
- 12 сентября — Ламберт I Бородатый — первый граф Лувена (988—1015), маркграф Брюсселя (991—1015), погиб в бою

## Октябрь
- 1 октября — Волкмар II[нем.] — граф Гарзгау

## Ноябрь
- Давид[нем.] — король Алвы (991—1015)

## Декабрь
- 14 декабря — Ардуин — последний Маркграф Ивреи (ок. 990—1014), король Италии (1002—1004), в 1004—1014 — претендент на корону Италии
- 20 декабря — Эйдо I[нем.] — епископ Мейсена (992—1015)
- 24 декабря — Мегингод[нем.] — архиепископ Трира (1008—1015)

## Дата неизвестна или требует уточнения
- Аквилин Миланский — христианский святой[3].
- Альвито Нуньес[англ.] — граф Португалии (1008—1015)
- Гавриил Радомир— царь Болгарии (1014—1015), убит.
- Ибн Фурак — исламский богослов, традиционалист, шафиит, представитель ашаритской школы калама.
- Ирена из Ларисы[англ.] — болгарская царица-консорт (1014—1015), вторая жена Гавриила Радомира, убита вместе с мужем.
- Катун Анатасия Болгарская[болг.] — княгиня Нитры, жена князя Вазула
- Массавейх Аль-Мардини[англ.] — сирийский врач и психолог
- Премислава Владимировна — герцогиня Венгрии, супруга герцога междуречья Мароша и Грана Ласло Лысого.
- Ротбальд III — граф Прованса (1008—1015)
- Святослав Владимирович — князь древлянский (990—1015), убит.
- Абу Имран Аль Фаси[англ.] — маликитский писатель